# 柳の精
柳の精（やなぎのせい）は、日本に伝わるヤナギの怪異。

## 概要
山梨県
善光寺の本堂を建てるため、数百年を経ても朽ちない古柳が伐られることに決まった。その夜、隣里の農家の娘に2年通っていた男が、自分が実は古柳の精であり明日伐られることを告げて消えた。翌日伐られた柳は数千人でも動かせず、娘が昨夜の男の頼み通り今様を歌うと動いて難なく善光寺に至った。
富山県
十六人の樵が谷にあった夫婦柳の夫柳を伐り倒した所、夜半、婦柳の精に襲われ、舌を抜かれて死んでしまったという伝承があり、十六谷という地名の由来となったと言われる。